# Oliviero Belcastro
Oliviero Belcastro (Fiume, 24 agosto 1928 – 1996) è stato un calciatore italiano, di ruolo centrocampista.

## Carriera
Centrocampista centrale, iniziò la sua carriera calcistica nella città natale, Fiume. Nella stagione 1945-1946 vinse il campionato della città di Fiume (anche nota come "Coppa Giovanni Maras") con la squadra dei Magazzini Generali mentre nell'estate 1946 passò nel Kvarner/Quarnero, compagine di Fiume appena ammessa al massimo campionato jugoslavo. Nella stagione 1946-1947, conclusasi con la retrocessione, totalizzò 21 presenze nel massimo campionato jugoslavo, senza andare a segno, disputando poi anche la stagione successiva in Druga Liga (una sola presenza). Nel 1948, in seguito al passaggio di Fiume alla Jugoslavia sancito dal Trattato di Parigi fra l'Italia e le potenze alleate, esulò in Italia, passando alla Torrese in Serie C, per poi giocare un biennio in Serie B con la Salernitana. Nel 1951 passò alla Pro Patria dove militò per tre stagioni in Serie A, totalizzando 15 presenze e una rete. Fu marginalmente coinvolto dallo scandalo sorto dalla confessione di Rinaldo Settembrino.